# Cebinae
Cebinae Bonaparte, 1831 è una delle tre sottofamiglie attualmente ascritte alla famiglia dei Cebidi, insieme a Callitrichinae e Saimirinae. 
Appartengono a questo gruppo tutti i primati del Nuovo Mondo che vengono comunemente indicati con il nome di scimmie cappuccine.

## Etimologia
Il nome comune fa riferimento ad una somiglianza tra il pelo di queste scimmie e l'abito indossato dai frati cappuccini.

## Tassonomia
La sottofamiglia comprende i generi Cebus e Sapajus:
- genere Cebus  - scimmie cappuccine gracili 
  - Cebus aequatorialis J. A. Allen, 1914 - cebo dell'Ecuador
  - Cebus albifrons (Humboldt, 1812) - cebo dalla fronte bianca
  - Cebus brunneus Allen, 1914 - cebo del Venezuela
  - Cebus cesarae Hershkovitz, 1949 - cebo del Rio Cesar
  - Cebus cuscinus Thomas, 1901 - cebo del Perù
  - Cebus capucinus (Linnaeus, 1758) - cebo cappuccino
  - Cebus imitator Thomas, 1903 - cebo di Panama
  - Cebus kaapori Queiroz, 1992 - cebo Ka'Apor
  - Cebus leucocephalus Gray, 1866 - cebo dalla testa bianca
  - Cebus malitiosus Elliot, 1909 - cebo di Santa Marta
  - Cebus olivaceus Schomburgk, 1848 - cebo olivaceo
  - Cebus unicolor Spix, 1823 - cebo monocolore
  - Cebus versicolor Pucheran, 1845 - cebo della Colombia
  - Cebus yuracus Hershkovitz, 1949 - cebo del Maranon

- genere Sapajus  - scimmie cappuccine robuste
  - Sapajus apella Linnaeus, 1758 - cebo dai cornetti
  - Sapajus cay (Illiger, 1815) - cebo di Azara
  - Sapajus flavius Schreber, 1774 - cebo dorato
  - Sapajus libidinosus (Spix, 1823) - cebo striato
  - Sapajus macrocephalus (Spix, 1823) - cebo testagrossa
  - Sapajus nigritus Goldfuss, 1809 - cebo nero
  - Sapajus robustus (Kuhl, 1820) - cebo robusto
  - Sapajus xanthosternos (Wied-Neuwied, 1826) - cebo dal ventre dorato